# Un lézard de trop
Pour plus de détails, voir Fiche technique et Distribution.
Un lézard de trop (Eén hagedis teveel) est le premier court-métrage de Paul Verhoeven. Il sort en 1960 alors que le metteur en scène a 22 ans. Le film a été produit par l'association étudiante Minerva et tourné à divers endroits à Leyde. Le film en noir et blanc a remporté le premier prix au festival du film étudiant Cinestud 1960.

## Synopsis
Un sculpteur essaie de prendre son épouse pour modèle, mais ne parvient à être créatif qu'à la condition où elle se déguise pour ressembler à quelqu'un d'autre. Frustrée, cette dernière commence une liaison avec un étudiant qui a aussi une autre petite amie. Les deux femmes s'entendent bien et échangent leur rôle.

## Fiche technique
Sauf indication contraire, les informations mentionnées dans cette section peuvent être confirmées par la base de données cinématographiques Unifrance,  présente dans la section « Liens externes ».
- Titre français : Un lézard de trop[2]
- Titre original : Eén hagedis teveel[3]
- Réalisation : Paul Verhoeven
- Scénario : Jan van Mastrigt
- Photographie : Frits Boersma
- Montage : Ernst Winar (nl)
- Musique : Aart Gisolf (nl)
- Sociétés de production : Nederlandse Studenten Filmindustrie
- Pays de production :  Pays-Bas
- Langue originale : néerlandais
- Format : Noir et blanc - 1,33:1 - Son mono
- Genre : Comédie
- Durée : 35 minutes
- Dates de sortie : 
  - Pays-Bas : 16 juin 1960
  - France : 29 juillet 2021

## Distribution
- Erik Bree : L'étudiant
- Marijke Jones : Janine
- Hermine Menalda : Kitty
- Hans Schneider : L'artiste
- P.A. Harteveld